# Революционное движение имени Тупака Амару
Революцио́нное движе́ние и́мени Ту́пака Ама́ру (исп. Movimiento Revolucionario Túpac Amaru, MRTA) — перуанская леворадикальная повстанческая группировка марксистского толка. Была основана в 1984 году и ставила своей целью освобождение региона Перу от империалистического влияния. Своё название приняла в честь индейского вождя Тупака Амару, поднявшего угнетённых на восстание.
Долгое время вела вооружённую борьбу против перуанского правительства. Получила известность в 1996 году после того, как 14 бойцов этой организации захватили японское посольство в Лиме и удерживали его вместе с заложниками 126 дней. После освобождения заложников в ходе операции правительственных спецподразделений, движение имени Тупака Амару понесло тяжелые потери в 1997 году — при взятии резиденции все бойцы были убиты, включая тех, кто уже не сопротивлялся. Последние вооружённые акции были проведены в конце 1990-х годов. В настоящий момент[какой?] движение ищет иные пути деятельности.
Одним из бывших активных сторонников движения был премьер-министр Перу (в октябре 2008 — июле 2009) Еуде Симон.